# 鳥のミルク

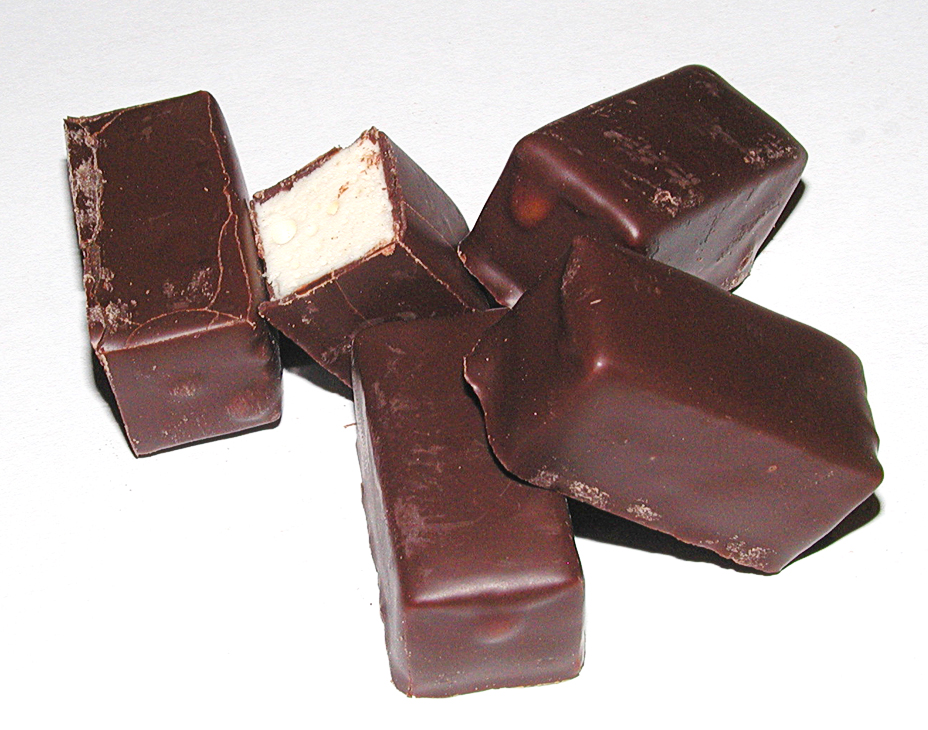
ポーランドの「鳥のミルク」

鳥のミルク（とりのミルク、ポーランド語：Ptasie Mleczko、ロシア語：птичье молоко、ウクライナ語： птaшине молоко）は、マシュマロ、メレンゲ、ミルクスフレなどをソフトチョコレートでコーティングした菓子。

## 歴史と種類

### ポーランド
1930年代にポーランドのチョコレート菓子メーカーであるヴェーデル社（現：ロッテヴェデル）が「鳥のミルク（Ptasie Mleczko(プターシェ・ムレチュコ)）」を発明し、販売を開始した。これはココナッツ、バニラ、生クリーム、レモンなどを混ぜたマシュマロをミルクチョコレートでコーティングした菓子。
比較的安価な普及品のタイプは子供のおやつとしても定着しているが、ポーランドには日本と似た「贈答」の文化があって国民は頻繁に贈り物をやり取りするため、「鳥のミルク」の高級版の詰め合わせは日本のまんじゅう・最中・羊羹などと同様、ちょっとしたお茶菓子の無難な贈答品として特に人気がある。
ドイツでも、このヴェーデルの「鳥のミルク」は「フォーゲルミルヒ（ドイツ語：Vogelmilch、"鳥のミルク"のドイツ語への直訳）」として第二次世界大戦の前から知られている。
ポーランドで「鳥のミルク」はこのロッテヴェデルのものだけが名乗ることができ、他の菓子メーカーはポーランドでは同様の菓子に別の名前（「アルプスのミルク」など）をつけている。

### ロシア
ロシアではウラジオストク製菓工場（現プリモールスキー・カンヂーチェル（沿海地方製菓）。創業は1906年（後に国有化））に勤務していた菓子職人アンナ・チュルコワを中心とした部署が1967年に考案・製造したとされるキャンディーのタイプを指す。寒天もレシピに用いる等、若干ポーランド版と異なる（生菓子要素が増えた為、日持ちもしなくなっている）。ほどなくソ連の代表的な菓子の一つとして知られる様になった同菓子によりアンナ・チュルコワは功績を認められ、社会労働英雄やレーニン勲章を受勲された。解説HP
当時のロシアでは知的財産関連の法律が無かったため、このレシピは1975年のクラースヌィー・アクチャーブリ（ロシア語表記「красный октябрь」。「赤い10月」のロシア語訳。ロシア語版Wikipedia）社製造・販売版など国内随所で模倣され広まる。
1978年に当時のソビエト連邦の首都モスクワのプラガ（チェコのプラハの意味）・レストランで、同名のケーキもできた。ケーキのほうはスフレを仕込んだスポンジケーキにチョコレートグレーズをかけたもの。こちらのレシピも前述の事情により、モスクヴァ（モスクワ）・レストラン、ブダペシュト（ハンガリーのブダペストの意味）・レストラン、ウクライナ・レストランなどといったモスクワ中の他のレストランに模倣伝搬していった。1980年代、「鳥のミルク」ケーキ版専用工場がモスクワ市南部のチェリョムーシュキ地区に建設された。ケーキ版は1982年に製法登録された。ケーキ版「鳥のミルク」解説HP1、同解説HP2

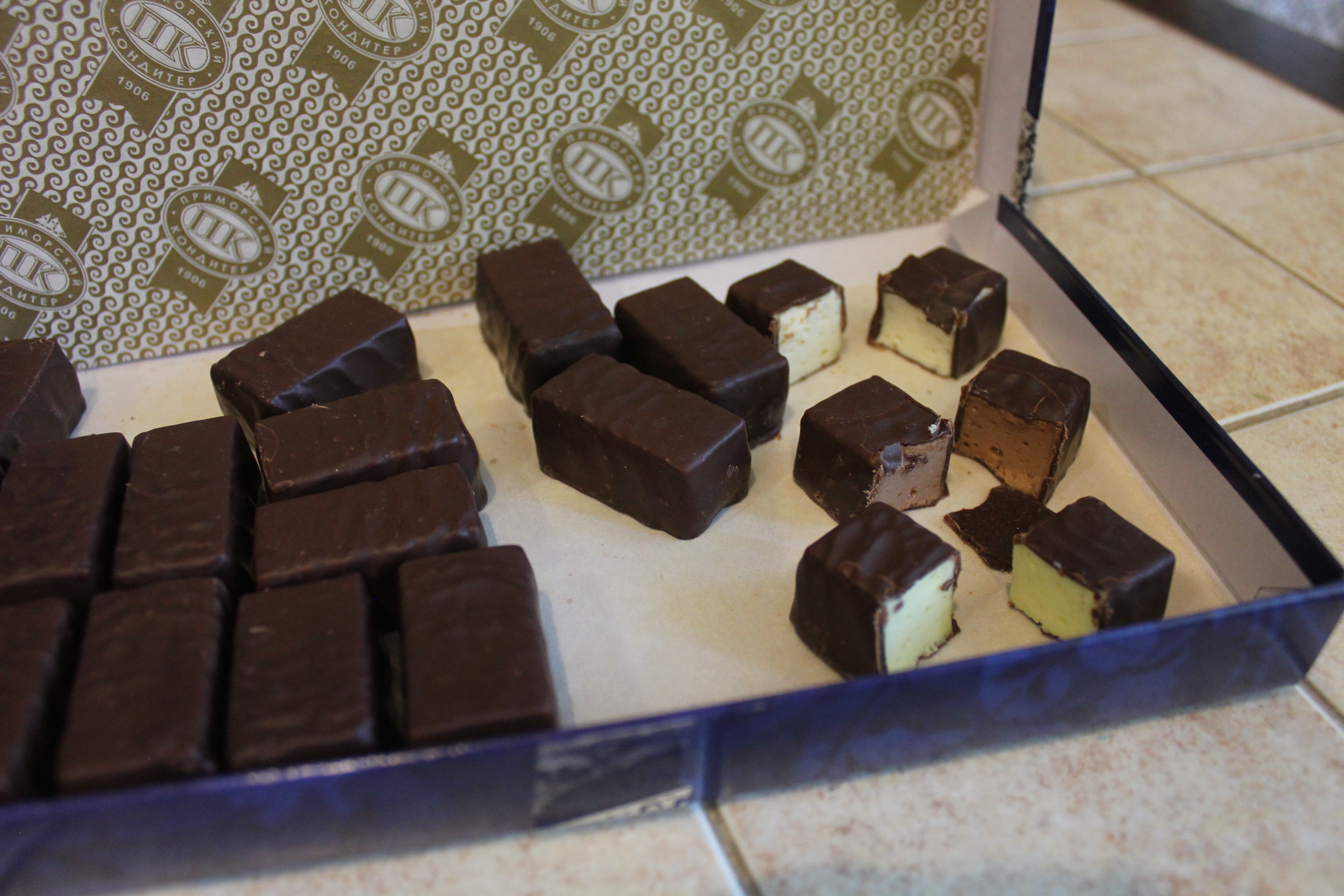
プリモールスキー・カンヂーチェル販売版「鳥のミルク」である「プリモルスキエ」

ソ連崩壊後、キャンディ版については「鳥のミルク」商標登録にいち早く着手した同業他社（前述の「クラースヌィー・アクチャーブリ」と同グループ経営の）「ロット・フロント」（ロシア語表記「Открытоеакционерноеобщество "РотФронт"、ОАО "ОАОотФронт"」、本社：モスクワ、ロット・フロント販売版「鳥のミルク」公式HP（ロシア語））のみが名称使用権を独占し、前述のプリモールスキー・カンヂーチェル販売版では「プリモルスキエ」と名乗って販売が続けられている。
ケーキ版およびキャンディー版共に、多彩な販売メーカーによりロシア中のスーパーマーケットや菓子専門店で購入出来る。

### その他の国
モルドバでは、ルーマニア語のラプテ・デ・パサーレ（lapte de pasăre）として知られ、ブクリア・キャンディー工場で製造が始まった、ロシアのキャンディー版と似た菓子を指す。なお同名のデザートがルーマニアにあるが、こちらはクレーム・アングレーズにメレンゲを浮かべたもので、フランスでイル・フロッタント（île flottante、浮き島）と呼ばれるものと同じである。このメレンゲとクレーム・アングレーズのデザートを鳥のミルクと呼ぶ例は他にもハンガリーのマダールテイ（madártej）やオーストリアのカナリミルヒ（Kanarimilch、カナリアのミルク）がある。

## 語源
「鳥のミルク」の語源は、美しいお姫様が彼女の求婚者の情熱と機知を試すため、まだ見たことのないぜいたく品である「鳥のミルク」を取ってきなさいと言って彼を荒野に送った、というスラヴ人の古い民話にある。つまり「鳥のミルク」は英語で言う「アンオブタニウム」の類である。「この世にないほど美味しいお菓子」の含意がある。